# Sebastián Garay
Juan Sebastián Garay (n. Guaymallén, Mendoza, 1 de junio de 1983) es un cantante, músico, compositor e intérprete de folclore argentino.

## Biografía
Juan Sebastián Garay nació y se crio en la localidad de Bermejo del departamento Guaymallén, a ocho kilómetros de Ciudad de Mendoza. A la edad de cuatro años comienza a cantar y a recitar tangos por parte de su padre. A la edad de quince años comienza sus estudios de guitarra de forma autodidacta y junto con sus cuatro hermanos menores forman el conjunto folclórico Sol Soberano. Sus influencias abarcan a artistas locales del Nuevo Cancionero como: Armando Tejada Gómez, Tito Francia, Mercedes Sosa, etc. Estudio música en la Universidad Nacional de Cuyo.

## Carrera

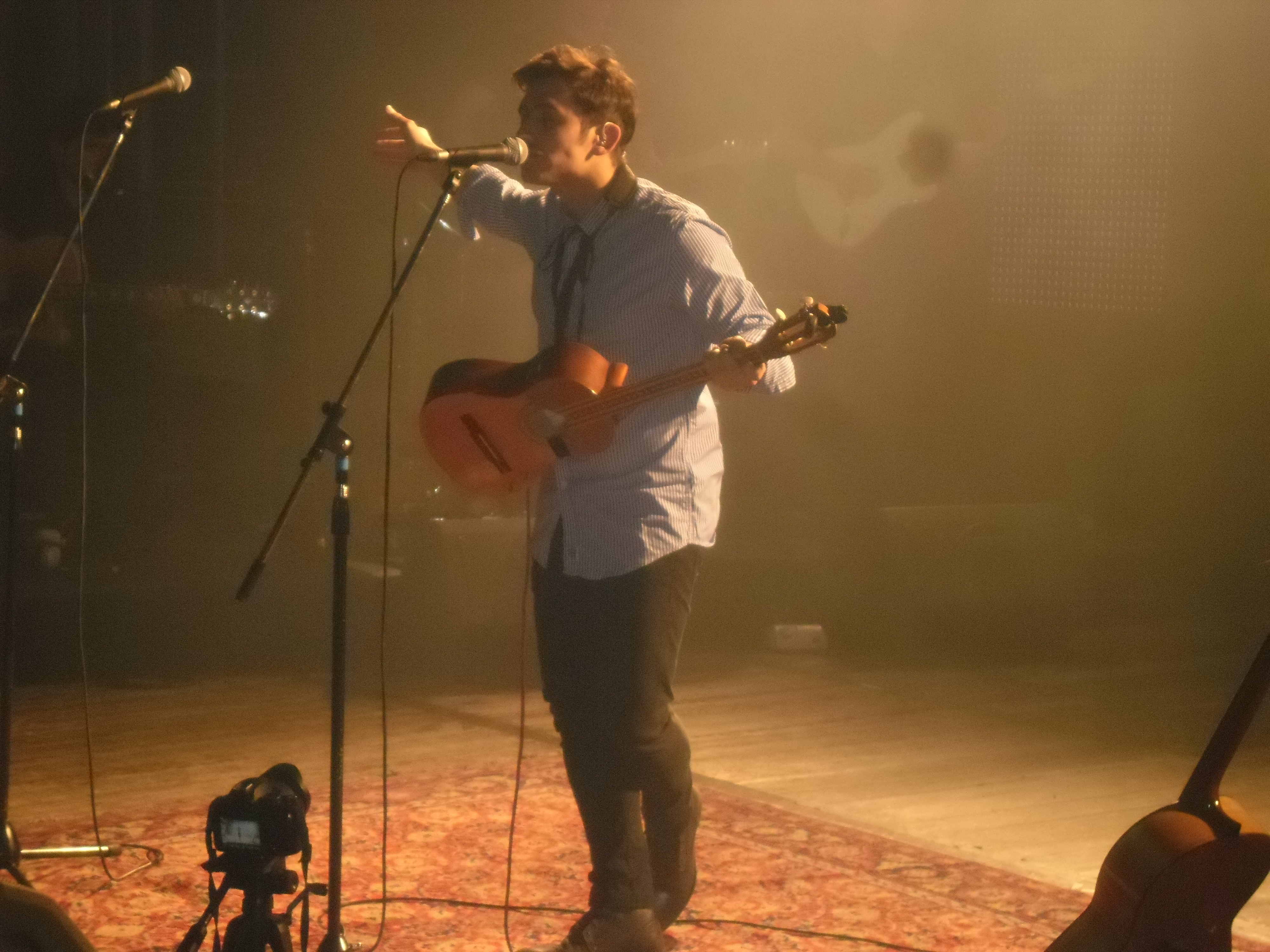
Sebastián Garay presentando Folclor o no folclor en octubre de 2015.

Representó a la Argentina al participar, en el año 2005, en el Festival Internacional de Folklore organizado por la OTI en la Ciudad de Concepción; (Chile), juntando a artistas de diversos países como México, Brasil y representantes de la Isla de Pascua.
En el año 2008, hizo su debut discográfico y editó la titulada Piel y Barro, donde incluye composiciones como «Flor de la frontera», «Estrella», «He visto a la intemperie» y «Piel y barro», canción que le da título a su álbum. Todas son de su autoría, donde lo acompañan artistas de la talla de Pocho Sosa, Franco Luciani, Teresa Parodi, Abel Pintos y Mercedes Sosa. Este disco fue producido por la nueva Discográfica DDF que está grabando a los nuevos talentos argentinos.
Participó en el disco «Cantora, un viaje intimo», en la versión del Himno Nacional Argentino de Mercedes Sosa, con quien también compartió numerosos escenarios nacionales tales como: Tucumán, Cosquín en su edición de 2008, Festival Nacional de la Tonada, Americanto, entre otros.
También ha compartido numerosos escenarios locales y nacionales, con el reconocido cantautor Abel Pintos.
En el 2012, realizó una gira por Colombia llamada «La canción de los Andes», recorriendo 3500km en suelo colombiano.
Se presentó en el Teatro Independencia, la sala mayor de los artistas originario de Mendoza, para su espectáculo «Los hermanos del sol», cuya canción del mismo nombre, es un homenaje a los inmigrantes chilenos, peruanos, bolivianos y paraguayos.
Fue parte de la Fiesta Nacional de la Vendimia, en su edición de 2013, actuando en vivo para todo el país.
Durante los meses de junio, julio y agosto de ese mismo año, realizó una gira por los países España y Francia. A comienzos de marzo de 2015, actuó junto con el cantautor español Joan Manuel Serrat, cuando este último lo convocó a él y a la cantora Anabel Molina, para cantar canciones de su disco Antología desordenada, durante su gira por Argentina.
En agosto de 2015, editó su segundo trabajo discográfico como Folclor o no Folclor, el cual contiene diez canciones y fue editado de forma independiente. De este material sobresalen las canciones: «Los hermanos del Sol», «Una década más», «Cae la noche» y un cover de «Inconsciente colectivo» de Charly García. El material fue presentado oficialmente el 16 de octubre del mismo año, en el Teatro Independencia.
En la actualidad se encuentra en producción de su tercer material discográfico, que tendrá por tituló Animalidad.

## Discografía
- Piel y barro (2008)
- Folclor o no Folclor (2015)